# Museo Stibbert
Das Museo Stibbert befindet sich in Florenz, in der Via Federigo Stibbert Nr. 26. Es stellt antike Waffen und Kunstgegenstände aus.

## Geschichte
Das Museo Stibbert geht auf die Sammlungen von Frederick Stibbert (1838–1906) zurück. Er war Engländer toskanischer Abstammung, welcher die kleine Villa „Montughi“ der Familie Davanzati restaurierte und erweiterte und dort Ende des 19. Jahrhunderts die Familienvilla errichtete. Sie ist eines der Beispiele für den Eklektizismus des 19. Jahrhunderts und kann gesehen werden als Liebeserklärung an die Stadt seitens der großen englischen Gemeinschaft, die Ende des 19. Jahrhunderts einen Großteil der Stadtbevölkerung ausmachte.
Stibbert hatte sich, nachdem er in seiner englischen Heimat im Eisenbahngeschäft reich geworden war, in Florenz niedergelassen und bei seinem Tod die Villa, den Park und die Sammlungen der Stadt geschenkt und damit eine bedeutende Stiftung ins Leben gerufen, welche das Haus der Öffentlichkeit zugänglich machte, ähnlich wie andere Museen wie das Museo Horne, das Museo Bardini oder der Palazzo Davanzati.

## Museum

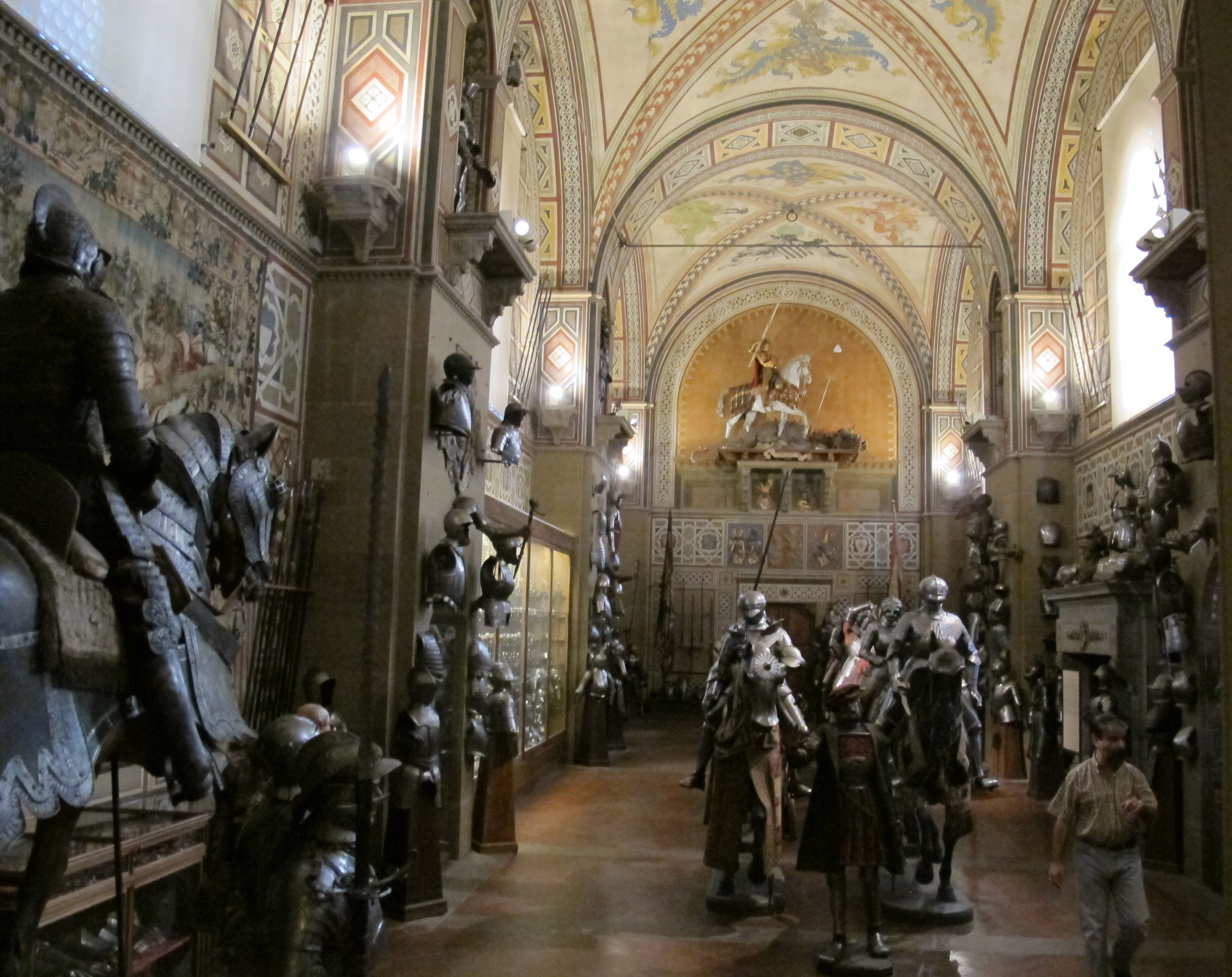
Saal der Reiter

Die Villa ist ein Beispiel für den Stil des 19. Jahrhunderts, in dem einige der besten florentinischen Künstler jener Zeit arbeiteten, wie der Architekt Giuseppe Poggi, die Maler Gaetano Bianchi und Annibale Gatti, die zahlreiche Fresken schufen, und der Bildhauer Augusto Passaglia. In zahlreichen Sälen im Stil der Neugotik, der Neorenaissance usw. ist die über 50.000 Objekte umfassende Sammlung untergebracht. Diese stellt vielleicht das bedeutendste Beispiel für die Museumslandschaft des 19. Jahrhunderts in der Stadt dar. Sie umfasst eine breite Palette von Kunstgegenständen, von Gemälden bis zu Rüstungen, von Porzellan bis zu antiken Möbeln, von Fächern bis zu Knöpfen.
Teil der Sammlungen ist die Rüstkammer, die aufgrund ihres Reichtums, ihrer Internationalität und ihres kulissenhaften Charakters einzigartig ist: Es handelt sich um fast 16.000 Stücke aus verschiedenen Epochen, hauptsächlich aus Mitteleuropa, mit einigen Beispielen aus dem Balkan, aus Sardinien, aus dem Nahen Osten und aus Japan. Der Schwerpunkt der Sammlung liegt auf der Jagd, einer Leidenschaft von Frederick Stibbert.
In zahlreichen speziell dekorierten Sälen paradieren italienische und deutsche Ritter wie in einer hypothetischen Prozession mit ihrem gesamten Waffenarsenal, das größtenteils aus dem 16. und 17. Jahrhundert stammen. Die osmanisch-türkischen Ritter, die in einem Saal mit maurischen Einlegearbeiten untergebracht sind, stammen aus dem 16. Jahrhundert, während die Exponate der indischen Sammlung aus dem 16. und 17. Jahrhundert stammen. Das Museum beherbergt auch eine japanische Sammlung, die weltweit größte außerhalb Japans, mit Katanas und dekorativen Rüstungen aus dem Besitz der letzten Samurai, die Ende des 19. Jahrhunderts erworben wurden. Im Jahr 2006 berichteten Zeitungen, dass einige der ältesten und wertvollsten japanischen Klingen möglicherweise in den 1970er Jahren gestohlen und durch wesentlich jüngere Exemplare ersetzt worden waren. Das Museum ist der Ansicht, dass die Zeitungsberichte dies stark übertrieben haben, aber eine gründliche Inventarisierung und Inspektion des Museums hat einige schwerwiegende Unregelmäßigkeiten ergeben.
Das Museum besitzt auch eine Sammlung japanischer Fabeln, Gedichtbände, Lieder und Kalender von Takejiro Hasegawa. Dieser japanische Künstler hat durch seine Zusammenarbeit mit Schriftstellern wie Basil Hall Chamberlain, Lafcadio Hearn und James Curtis Hepburn sowie mit namhaften Illustratoren wie Eitaku Kobayashi, Shoso Mishima und Yoshimune Arai die Bedeutung seines Werkes erhöht.
Unter den Gemälden des Museums befinden sich Werke von Sandro Botticelli, Carlo Crivelli (Zwei Heilige aus dem Polyptychon der Kathedrale von Camerino, um 1490), Domenico Beccafumi, Luca Giordano, Alessandro Allori, Pieter Brueghel der Jüngere, Neri di Bicci und Pietro Lorenzetti.
Unter den weiteren Sammlungen sind antike Möbel, darunter zahlreiche Kommoden aus dem 15. Jahrhundert, Vitrinen und Tische aus dem 18. Jahrhundert und ein wertvoller Malachittisch. Bemerkenswert sind auch die Lederbezüge, ein typisches Merkmal der Villa.
In einem Saal hängt an der Decke die älteste Sammlung von Fahnen des Palio di Siena aus der Mitte des 19. Jahrhunderts.

## Park

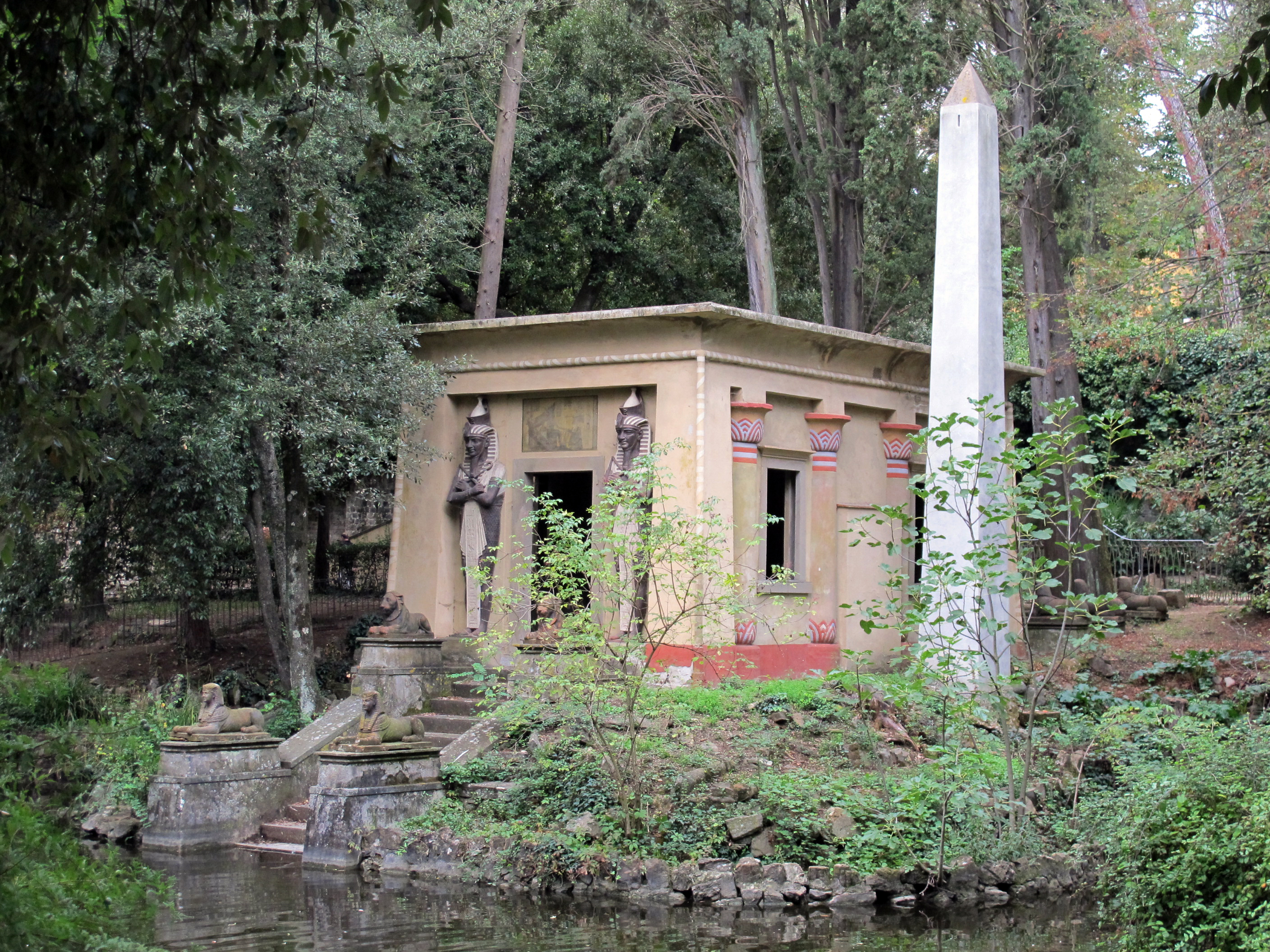
Teich im Park mit dem kleinen Tempel im altägyptischen Stil

Der große, im englischen Stil angelegte Park, der dem ehemaligen Parco delle Cascine ähnelt, beherbergt einige Denkmäler, Brunnen und Skulpturen. Er besteht aus einer Reihe von gewundenen Wegen, die sich durch das Gehölz schlängeln, mit Einbauten und Ecken und Winkeln zum Ausruhen und Betrachten. Die hohe Vegetation besteht aus Bäumen wie Kiefern, Steineichen, Kastanien und Linden, die von Zypressen überragt werden, von denen einige wahrscheinlich aus der Zeit vor der Restaurierung durch Stibbert stammen.
Am Ufer eines Teiches befindet sich ein kleiner Tempel im neo-ägyptischen Stil, während der mit einer Reihe von Skulpturen und klassischen Büsten geschmückte Weg ein typisches Element des bereits bestehenden italienischen Gartens ist. Einen spätromantischen Akzent setzt die Ruine eines venezianisch-gotischen Innenhofes aus weißem Marmor mit einem Brunnen in der Mitte. Typisch florentinisch sind auch die zahlreichen Terrakottafiguren, die im Park verstreut stehen.

## Ausstellung
Im Jahr 2013 zeigte das Stibbert-Museum eine Ausstellung über Samurai-Rüstungen, in der die Materialien und die Handwerkskunst zur Herstellung dieser Kunstwerke vorgestellt wurden.